# Marker paintballowy

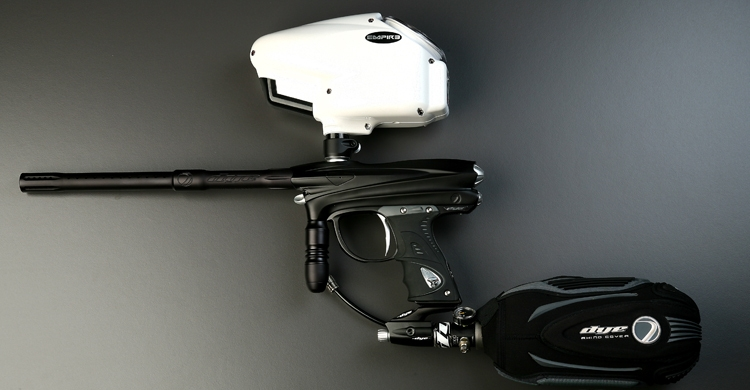
Marker paintballowy

Marker paintballowy – urządzenie pneumatyczne stosowane do gry w paintball. Marker wykorzystuje sprężone powietrze (atmosferyczne lub dwutlenku węgla) jako siłę napędową pocisku (kulka wypełniona farbą). W momencie wystrzału sprężony gaz przekazuje kulce część swojej energii, co umożliwia miotanie jej w kierunku celu. Niektóre z markerów wizualnie zbliżone są do tradycyjnej broni strzeleckiej.
Markery dzielą się na 4 rodzaje:
- Pompki – charakteryzują się małą szybkostrzelnością, gdyż za każdym strzałem trzeba je przeładowywać (jak strzelby typu pump action).
- Pneumatyczne – w odróżnieniu od „pompek” nie trzeba przeładować broni po każdym strzale, ponieważ mechanizm wypychający kulkę tzw. bolt powraca do pozycji wyjściowej pod wpływem ciśnienia gazu (teoretycznie ten typ markerów powinien się nazywać mechaniczno-pneumatyczne).
- Elektro-pneumatyczne – jest to marker pneumatyczny z tzw. e-gripem. Polega to na tym że naciśnięcie spustu uruchamia elektryczny mechanizm, który w zależności od włączonego trybu strzeli jedną kulką, serią kulek bądź będzie strzelał ciągle aż do puszczenia spustu. Powrót bolta do pozycji wyjściowej również jest spowodowany tym iż marker jest "pod ciśnieniem".
- Elektroniczne – najbardziej zaawansowane technicznie. Posiadają one system skomplikowanych układów elektronicznych odpowiedzialnych za wypuszczanie kulek, za tempo w jakim mogą być wystrzeliwane kulki, oraz regulują przepływ gazu z butli do markera. Używane są one najczęściej przez profesjonalistów do gier speedballowych, rzadziej leśnych (z powodu większego narażenia elektroniki markera na uszkodzenie).

Marker strzela kolorowymi kulkami o średnicy ok. 1,7 cm (0,689 cala), które są wypełnione barwnikiem spożywczym w różnych kolorach (niebieski, zielony, żółty itd.). Nie są one szkodliwe dla środowiska ponieważ barwnik rozkłada się w bardzo szybkim tempie (jeden deszcz zazwyczaj usuwa je całkowicie). Barwnik ten jest opakowany w żelowe skorupki które pod wpływem siły z jaką uderzają w cel rozpadają się na drobne kawałki. 
Na podobnej zasadzie działają różne rodzaje broni pneumatycznej, np. wiatrówki, ASG.